# Сінкевич Борис Якович
Сінке́вич Бори́с Я́кович (10 липня 1934 с. Берестівка — 17 липня 2016 м. Тернопіль) — журналіст, публіцист, член Національної спілки журналістів України. Переможець всесоюзних і всеукраїнських творчих конкурсів.

## Життєпис
Сінкевич Борис Якович народився 10 липня 1934 року у селі Берестівка на Вінниччині. Його батько, Сінкевич Яків Захарович, був головою сільської ради. Мати, Головатюк Наталія Іллівна, була вчителькою початкових класів. Його сестра, Сінкевич Галина Яківна, все життя пропрацювала вчителем математики у Липовецькій загальноосвітній школі.
Сім'я згодом переїхала у районний центр Липовець Вінницької області. Тут Борис пішов до середньої школи, яку закінчив у 1952 році. Цього ж року вступив до Київського університету на факультет журналістики, який закінчив з відзнакою у 1957 році. І вже з 1 вересня того ж року приступив до роботи на Житомирщині в редакції Андрушівської районної газети «Соціалістичний шлях».
З 1 листопада 1958 року працював у «Вінницькій правді» літпрацівником і виконуючим обов'язки завідувача відділу.
З 1 серпня 1959 року відкрив горизонти власного кореспондента газети «Молодь України» у Вінницькій області, де працював до серпня 1978 року.
Потім Тернопільщина, власний кореспондент газети «Радянська Україна», яка з 1991 року була перейменована на «Демократичну Україну». Працював у місцевих виданнях «Тернопіль вечірній» та «Свобода».
За всю трудову діяльність в пресі, а це більше 40 років, було надруковано понад 500 публікацій — це і нариси, і повісті, фейлетони, а особливо багато публікацій слідами листів та на захист людини… І у всьому цьому розмаїтті на першому місці була доля людини, її біди, тривоги, успіхи.
Були і вірші для дітей. А коли проходив тиждень дитячої книги, вірші Бориса Сінкевича опублікували в газеті «Комсомольське плем'я». В передмові до його віршів Григорій Усач (член спілки письменників України) писав: «… Ім'я журналіста Бориса Сінкевича добре відоме читачам. Та прочитайте його вірші: веселі, дзвінкі, динамічні. Людина з великим життєвим і літературним досвідом…».

## Нагороди
- Почесний диплом спілки журналістів України